# Willow Street (métro de Los Angeles)
Pour les articles homonymes, voir Willow.
Willow Street est une station du métro de Los Angeles située à Long Beach et desservie par les rames de la ligne A.

## Localisation
Station du métro de Los Angeles située en surface, Willow est située sur la ligne A. Elle est en outre située près de l'intersection de Long Beach Boulevard et de Willow Street à Long Beach. 

## Histoire
Willow a été mise en service le 14 juillet 1990 lors de l'ouverture de la ligne A (et du métro de Los Angeles).

## Service

### Accueil

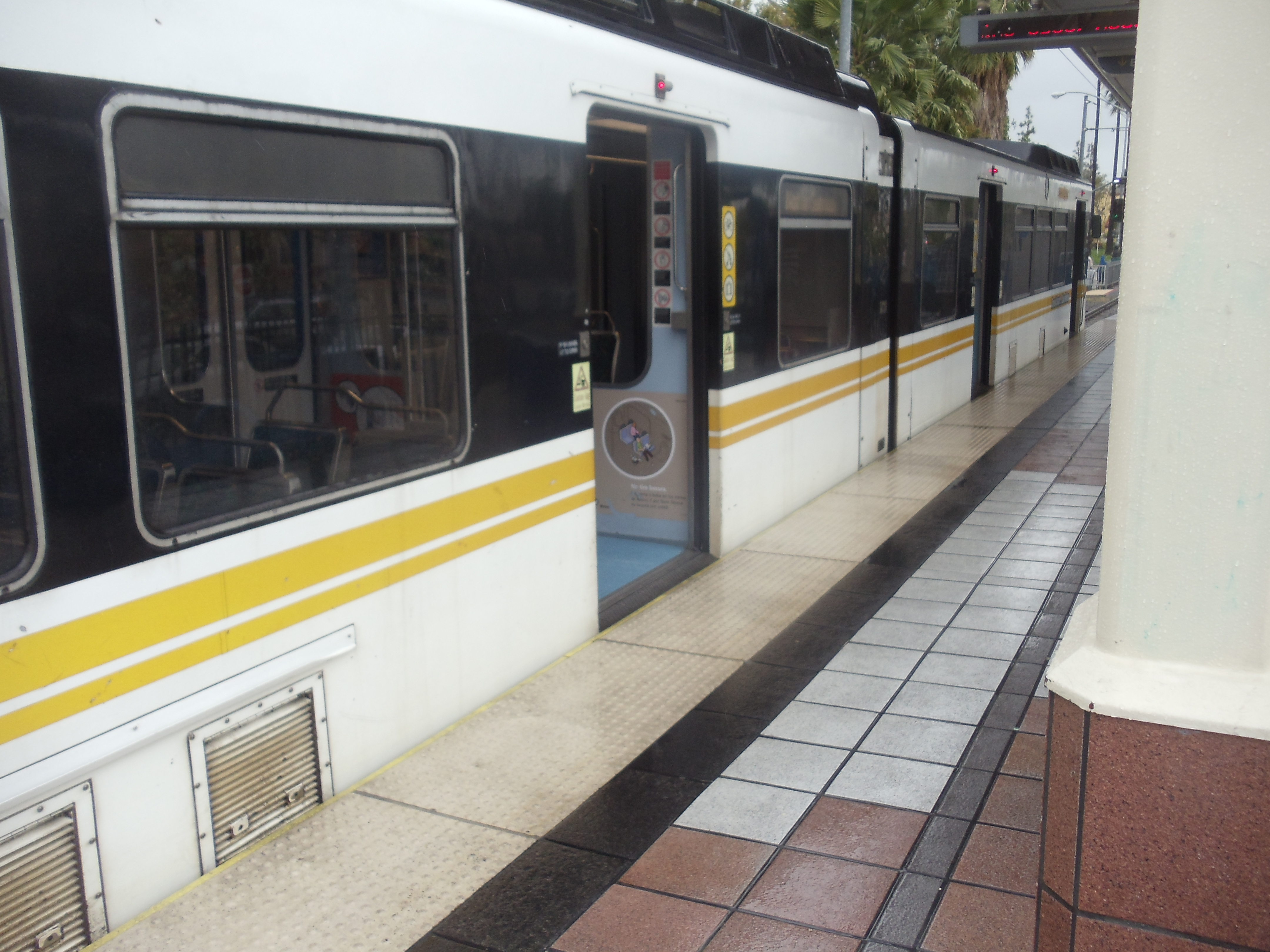
Train à quai.
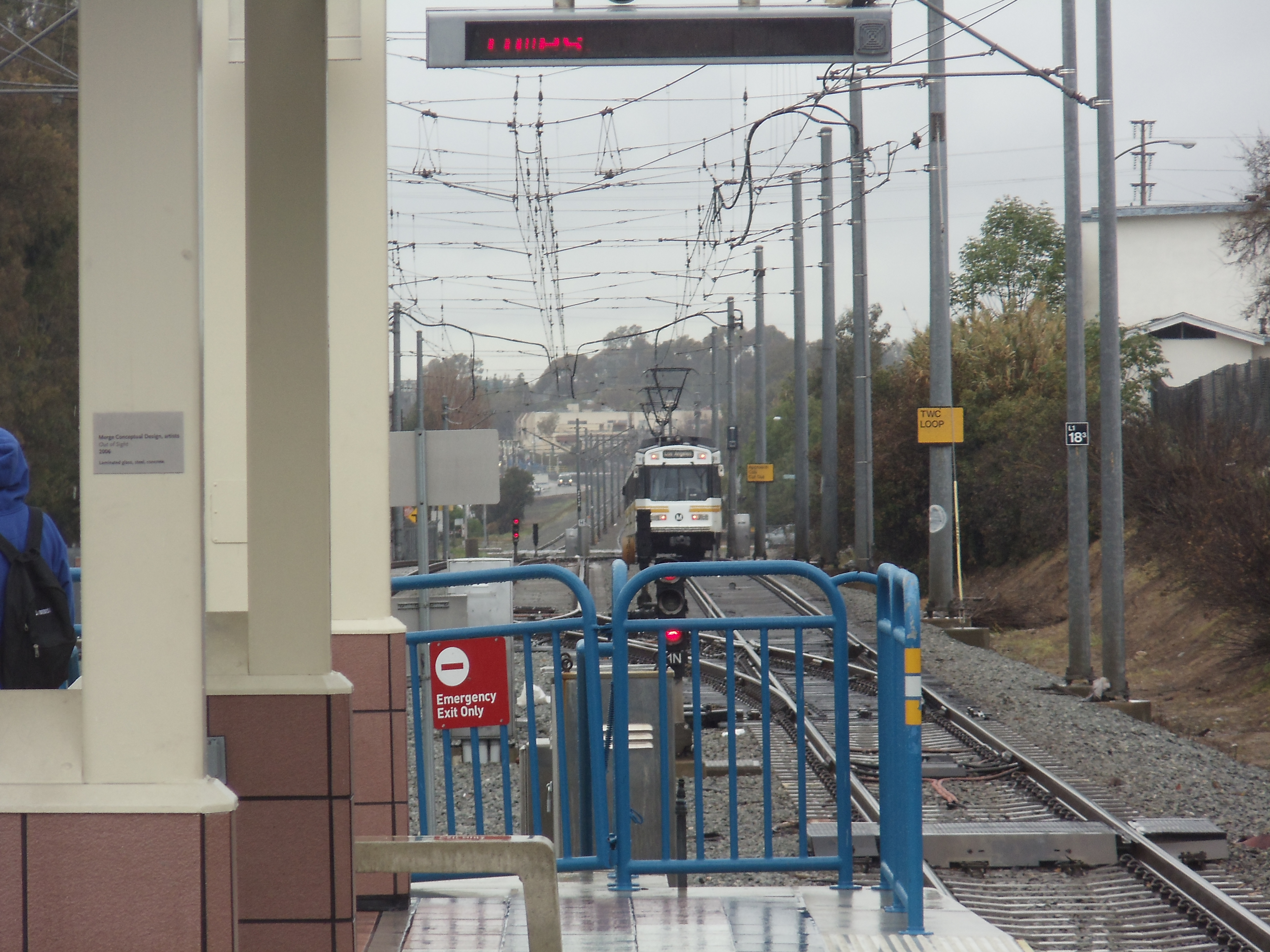
Train à l'approche.
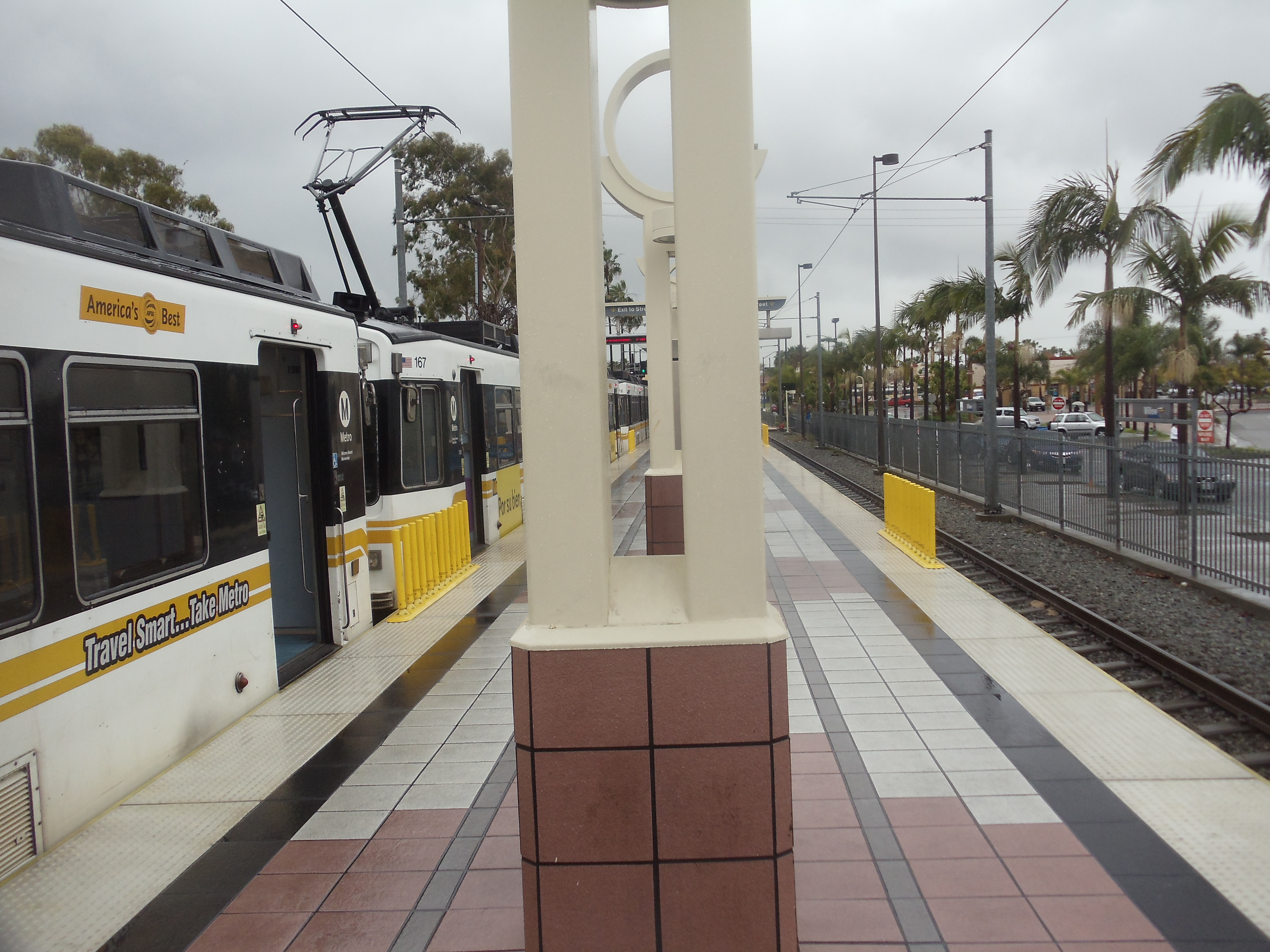
Vue du quai central.

### Desserte
Willow est desservie par les rames de la ligne A du métro.

### Intermodalité
La station est desservie par la ligne d'autobus 60 de Metro et les lignes d'autobus 51, 52, 101, 102, 103 et 104 de Long Beach Transit (en).